# ایوان کالیتا (سوارکار)
ایوان الکساندرویچ کالیتا (به روسی: Ива́н Алекса́ндрович Калита́؛ زاده ۱۴ ژانویهٔ ۱۹۲۷-درگذشتهٔ ۲۹ مارس ۱۹۹۶ میلادی) یک سوارکار اهل کشور پیشین شوروی و قهرمان المپیک بود. او مدال تیمی المپیک را در رشتهٔ درساژ و در بازی‌های المپیک تابستانی ۱۹۷۲ مونیخ بدست آورد.کالیتا مسن‌ترین شرکت کنندهٔ المپیک (با ۴۹ سال و ۱۹۷ روز سن در بازی‌های المپیک تابستانی ۱۹۷۶ در مونترآل) از کشور اتحاد جماهیر شوروی بود.